# 時代小説・歴史小説作家一覧
時代小説・歴史小説作家一覧は、時代小説や歴史小説作家の五十音順の一覧である。
Wikipedia内にリンク先が無い赤字作家含む著作情報は外部リンクの国立国会図書館での検索もご利用ください。

## 日本

### あ行
- 阿井景子
- 藍川慶次郎
- 青山文平
- 赤垣風遊夫
- 赤木駿介
- 赤瀬川隼
- 明石散人
- 赤間倭子
- 秋月達郎
- 秋永芳郎
- 秋山香乃
- 秋山慶彦
- 朝井まかて
- 浅黄斑
- 浅田耕三
- 浅田次郎
- 浅田晃彦
- 朝野敬
- 浅野里沙子
- 芦川淳一
- 梓澤要
- 安住洋子
- 安土弁
- 東秀紀
- 安能務
- 安部龍太郎
- 天野純希
- 天宮響一郎
- 荒崎一海
- 荒山徹
- 安西篤子
- 飯野笙子
- 飯嶋和一
- 飯島一次
- 家坂洋子
- 家村耕
- 井川香四郎
- 生田直親
- 池田平太郎
- 池波正太郎
- 池端洋介
- 池宮彰一郎
- 井口朝生
- 池内昭一
- 生駒忠一郎
- 井沢元彦
- 石川能弘
- 石黒耀
- 石月正広
- 泉淳
- 伊多波碧
- 一條明
- 市原麻里子
- 伊藤桂一
- 伊東潤
- 伊藤三男
- 伊藤浩士
- 伊藤致雄
- 稲葉稔
- 乾荘次郎
- 乾浩
- 乾緑郎
- 犬飼六岐
- 井上祐美子
- 井ノ部康之
- 伊吹昭
- 今井絵美子
- 今村翔吾
- 今村了介
- 岩井三四二
- 岩崎正吾
- 宇江佐真理
- 上田秀人
- 上野誠
- 植松三十里
- 浮穴みみ
- 宇月原晴明
- 内村幹子
- 梅本育子
- 海野謙四郎
- 江崎惇
- 江崎俊平
- えとう乱星
- 江馬修
- 江宮隆之
- 江森備
- 遠藤寛子
- 大池唯雄
- 大内美予子
- 大川タケシ
- 大久保智弘
- 大栗丹後
- 大路和子
- 大島昌宏
- 大塚雅春
- 大庭鉄太郎
- 大林清
- 大平陽介
- 小笠原京
- 岡崎久彦
- 岡田秀文
- 岡本綺堂
- 岡本さとる
- 小川由秋
- 小川良
- 沖田正午
- 奥山景布子
- 尾崎士郎
- 大佛次郎
- 押川國秋
- 乙川優三郎
- 小野寺公二
- 小山勝清

### か行
- 海音寺潮五郎
- 海道龍一朗
- 加来耕三
- 岳真也
- 笠岡治次
- 風野真知雄
- 風早恵介
- 風巻絃一
- 加治将一
- 梶よう子
- 片岡麻紗子
- 片倉出雲
- 堅山忠男
- 加藤廣
- 加藤美勝
- 門田泰明
- 金子成人
- 加野厚志
- 狩野あざみ
- 鎌田樹
- 神尾秀
- 神尾正武
- 神川武利
- 神永学
- 神谷満雄
- 神渡良平
- 神室磐司
- 川上直志
- 川口松太郎
- 河治和香
- 河田蒼龍
- 川村真二
- 菅靖匡
- 木内昇
- 菊池道人
- 岸宏子
- 北方謙三
- 北川哲史
- 北沢秋
- 北重人
- 北園孝吉
- 北原亞以子
- 北山悦史
- 木下昌輝
- 金重明
- 木村友馨
- 喜安幸夫
- 木屋進
- 霧島那智
- 桐野作人
- 久坂裕
- 楠田匡介
- 楠戸義昭
- 楠木誠一郎
- 葛葉康司
- 工藤章興
- 邦枝完二
- 国枝史郎
- 邦光史郎
- 粂田和夫
- 雲村俊慥
- 倉阪鬼一郎
- 黒岩重吾
- 黒崎裕一郎
- 黒澤はゆま
- 黒須紀一郎
- 黒田如泉
- 黒部亨
- 桑島かおり
- 桑原譲太郎
- 郡司次郎正
- 小嵐九八郎
- 小石房子
- 神坂次郎
- 郷仙太郎
- 高妻秀樹
- 郡順史
- 古賀宣子
- 黄金寅森
- 小島英記
- 小島政二郎
- 小杉健治
- 谺雄一郎
- 近衛龍春
- 小早川涼
- 小林克巳
- 小林信彦
- 小林力
- 小前亮
- 小松エメル
- 小松重男
- 小松哲史
- 五味康祐
- 小山龍太郎

### さ行
- 西木暉
- 西條奈加
- 斎藤史子
- 斎藤光顕
- 佐江衆一
- 佐伯泰英
- 三枝和子
- 早乙女貢
- 酒井篤彦
- 堺屋太一
- 坂上泉
- 坂上天陽
- 坂岡真
- 榊山周
- 逆井辰一郎
- 酒見賢一
- 咲村観
- 桜田晋也
- 左近隆
- 佐々木譲
- 佐々木味津三
- 佐々木杜太郎
- 佐々木裕一
- 笹沢左保
- 佐竹申伍
- 颯手達治
- 佐藤賢一
- 佐藤広樹
- 佐藤雅美
- 佐野孝
- 沢田黒蔵
- 澤田瞳子
- 澤田ふじ子
- 沙羅双樹
- 塩野七生
- 塩見鮮一郎
- 潮山長三
- 志川節子
- 志木沢郁
- 志津三郎
- 篠綾子
- 篠崎紘一
- 篠田達明
- 芝豪
- 柴英三郎
- 芝村涼也
- 司馬遼太郎
- 柴田錬三郎
- 柴山芳隆
- 渋田黎明花
- 島津隆子
- 嶋津義忠
- 島村匠
- 島本春雄
- 島遼伍
- 志水辰夫
- 霜川遠志
- 子母澤寛
- 霜月千尋
- 下村悦夫
- 下村芳男
- 城駿一郎
- 城昌幸
- 城野隆
- 庄司圭太
- 白井喬二
- 白石一郎
- 城山三郎
- 新宮正春
- 神宮寺元
- 神護かずみ
- 陣出達朗
- 須賀しのぶ
- 杉洋子
- 杉本章子
- 杉本苑子
- 杉山大二郎
- 鈴木英治
- 鈴木輝一郎
- 鈴木晴世
- 鈴木由紀子
- 須田京介
- 瀬川貴一郎
- 瀬戸口寅雄
- 左右田謙
- 曽田博久
- 祖父江一郎

### た行
- 田岡典夫
- 鷹井伶
- 高市俊次
- 高桑義清
- 高瀬千図
- 高田郁
- 高田宏
- 高橋克彦
- 高橋直樹
- 高橋義夫
- 高橋和島
- 高橋由太
- 高野澄
- 高野賢彦
- 多岐川恭
- 瀧川駿
- 滝口康彦
- 滝沢志郎
- 竹内大
- 岳宏一郎
- 武田櫂太郎
- 竹田真砂子
- 武田八洲満
- 竹中亮
- 竹山洋
- 太佐順
- 多田容子
- 橘千秋
- 立石優
- 立松和平
- たなか踏基
- 谷恒生
- 谷口純
- 田牧大和
- 田宮虎彦
- 田村登正
- 檀一雄
- 千野隆司
- 陳舜臣
- 塚本靑史
- 塚原渋柿園
- 築山桂
- 柘植久慶
- 辻堂魁
- 綱淵謙錠
- 角田喜久雄
- 津本陽
- 寺林峻
- 典厩五郎
- 東郷隆
- 藤堂房良
- 童門冬二
- 富樫倫太郎
- 戸川貞雄
- 土岐信吉
- 徳永健生
- 徳永真一郎
- 鳥羽亮
- 戸部新十郎
- 富田源太郎
- 富田常雄
- 伴野朗
- 鳥越碧
- 豊田巧

### な行
- 直木三十五
- 永井紗耶子
- 永井秀尚
- 永井路子
- 永井義男
- 中尾實信
- 長尾宇迦
- 長尾誠夫
- 永岡慶之助
- 納言恭平
- 中里介山
- 中里融司
- 中路啓太
- 中島要
- 中嶋隆
- 中島道子
- 中薗英助
- 永田ガラ
- 長田秀雄
- 中谷航太郎
- 中津文彦
- 長辻象平
- 中祭邦乙
- 中見利男
- 永峯清成
- 中村彰彦
- 中村晃
- 中村整史朗
- 中村朋臣
- 中村隆資
- 中山義秀
- 夏堀正元
- 七海壮太郎
- 奈良谷隆
- 鳴海丈
- 鳴海風
- 鳴神響一
- 鳴山草平
- 南條三郎
- 南條範夫
- 南原幹雄
- 二階堂玲太
- 西川秀司
- 西木正明
- 仁志耕一郎
- 西津弘美
- 西村望
- 西村亮太郎
- 新田次郎
- 仁田義男
- 二宮隆雄
- 丹羽文雄
- 額田六福
- ねじめ正一
- 野口卓
- 野田真理子
- 信原潤一郎
- 野村胡堂
- 野村尚吾
- 野村敏雄

### は行
- 萩耿介
- 萩尾農
- 獏不次男
- 間真里子
- 橋爪彦七
- 土師清二
- 葉治英哉
- 長谷川伸
- 長谷川卓
- 長谷川つとむ
- 葉多黙太郎
- 畠中恵
- 羽太雄平
- 蜂谷涼
- 花村奨
- 花家圭太郎
- 羽生道英
- 浜野卓也
- 葉室麟
- 早坂倫太郎
- 羽山信樹
- 林不忘
- 早瀬詠一郎
- 早見俊
- 原田孔平
- 原田真介
- 原田種夫
- 原田種眞
- 原田康子
- 原田八束
- 磐紀一郎
- 幡大介
- 半藤一利
- 坂東眞砂子
- 火坂雅志
- 久木綾子
- 聖龍人
- 氷月葵
- 平山蘆江
- 平岩弓枝
- 平岡一二
- 平川弥太郎
- 平山寿三郎
- 広瀬仁紀
- 風来某
- 笛吹明生
- 深水聡之
- 福本武久
- 藤井邦夫
- 藤井博吉
- 藤井素介
- 藤木稟
- 藤沢周平
- 藤ノ木陵
- 藤原緋沙子
- 藤水名子
- 藤村与一郎
- 藤本ひとみ
- 舟橋聖一
- 船山馨
- 古川薫
- 別所真紀子
- 北城小路
- 星川清司
- 星亮一
- 堀田あけみ
- 穂積驚
- 堀和久
- 堀江朋子
- 本郷純子
- 本庄慧一郎
- 本田美禅
- 誉田龍一

### ま行
- 舞岡淳
- 前島不二雄
- 牧秀彦
- 牧南恭子
- 真下五一
- 増田貴彦
- 町田富男
- 松井今朝子
- 松井永人
- 松浦節
- 松岡弘一
- 松田十刻
- 松永義弘
- 松乃藍
- 松本賢吾
- 松本幸子
- 松本茂樹
- 松本匡代
- 真鍋元之
- 真野ひろみ
- 真山青果
- 三上於菟吉
- 三木一郎
- 三田誠広
- 満坂太郎
- 三戸岡道夫
- 水上準也
- 水嶋元
- 水田勁
- 湊邦三
- 峰隆一郎
- 宮城賢秀
- 宮城谷昌光
- 三宅孝太郎
- 三宅登茂子
- 宮野叢子
- 宮本昌孝
- 三好京三
- 三好徹
- 向谷匡史
- 宗方翔
- 棟田博
- 村上元三
- 村上浪六
- 村咲数馬
- 村雨退二郎
- 村松駿吉
- 村松梢風
- 村松友視
- 村山知義
- 米津彬介
- 本山荻舟
- 百瀬明治
- 森達二郎
- 森真沙子
- 森田誠吾
- 森福都
- 森村南
- 森本繁
- 森山茂里
- 杜山悠
- 諸田玲子

### や行
- 八木荘司
- 八木忠純
- 八切止夫
- 八雲滉
- 安永明子
- 矢田挿雲
- 八剣浩太郎
- 八柳誠
- 八尋舜右
- 山岡荘八
- 山口椿
- 山田風太郎
- 山手樹一郎
- 矢的竜
- 山村竜也
- 山本一力
- 山本音也
- 山本兼一
- 山本周五郎
- 山元泰生
- 柳蒼二郎
- 湯川裕光
- 行友李風
- 夢枕獏
- 横山北斗
- 吉岡道夫
- 吉川英治
- 吉田雄亮
- 吉田与志雄
- 吉見周子
- 吉村昭
- 好村兼一
- 吉村正一郎
- 米村圭伍
- 吉原実

### ら行
- 六道慧
- 陸直次郎
- 劉寒吉
- 隆慶一郎
- 竜崎攻
- 龍道真一
- 領家高子

### わ行
- 和久田正明
- 鷲尾雨工
- 和田はつ子
- 渡瀬草一郎
- 渡辺寿光
- 渡辺毅
- 渡辺房男
- 輪渡颯介
- 和田竜
- 和巻耿介

## アジア

### 韓国
- イ・スグァン（李秀光）
- キム・サンホン
- キム・フン（金薫）

### 中国
- 金庸（きん よう）
- 古龍（こ りゅう）
- 羅貫中（ら かんちゅう）
- 梁羽生（りょう うせい）

## 欧米

### あ行
- パトリック・オブライアン
- バロネス・オルツィ

### か行
- ドナルド・キーン
- ウィンストン・グルーム

### さ行
- ローズマリー・サトクリフ
- ジョン・ジェイクス
- クリスチャン・ジャック
- ウォルター・スコット

### は行
- イーディス・パージター
- アレックス・ヘイリー

### ら行
- アルトゥーロ・ペレス＝レベルテ